# Trần Thị Duyên
Trần Thị Duyên (sinh ngày 28 tháng 12 năm 2000) là cầu thủ bóng đá chơi ở vị trí hậu vệ cho câu lạc bộ bóng đá Phong Phú Hà Nam và đội tuyển quốc gia Việt Nam.